# Jean-Baptiste Macquet
Jean-Baptiste Macquet (Dieppe, 2 luglio 1983) è un canottiere francese.

## Biografia
Ha rappresentato la Francia ai Giochi olimpici estivi di Atene 2004 e Pechino 2008, classificandosi rispettivamente 6º nell'otto (con Bastien Ripoll, Bastien Gallet, Julien Peudecoeur, Donatien Mortelette, Anthony Perrot, Jean-David Bernard, Laurent Cadot e Christophe Lattaignant) e nel due di coppia (con Adrien Hardy).

## Palmarès
- Mondiali

Eton 2006: oro nel 2 di coppia;
Hamilton 2007: argento 2 di coppiq;
Monaco di Baviera 2010: oro nel 4 senza;
- Europei

Maratona 2008: oro nell'8;
Brest 2009: bronzo nell'8;